# Chengalpattu
Chengalpattu (marathi: चेंगलपट्टू, tamil: செங்கல்பட்டு) är en ort i Indien.   Den ligger i distriktet Kancheepuram och delstaten Tamil Nadu, i den södra delen av landet, 1 800 km söder om huvudstaden New Delhi. Chengalpattu ligger 52 meter över havet och antalet invånare är 65 689.
Terrängen runt Chengalpattu är platt. Runt Chengalpattu är det tätbefolkat, med 550 invånare per kvadratkilometer. Chengalpattu är det största samhället i trakten. Omgivningarna runt Chengalpattu är en mosaik av jordbruksmark och naturlig växtlighet.